# 仙女座VIII
仙女座VIII是在2003年8月發現的星系，它是仙女座星系（M31）的衛星星系，因為很自然的散開在很長的距離上而逃過了一般的偵測。最後是測量在M31前方恆星的紅移，證實與M31有不同的速度，而確認屬於不同的星系。

## 外部連結
- SEDS Webpage for Andromeda VIII